# 羽田航空神社
羽田航空神社（はねだこうくうじんじゃ）は、東京都大田区羽田空港の東京国際空港（羽田空港）第1旅客ターミナル内にある神社である。かつて並んで祀られていた穴守稲荷神社と共に羽田空港の守り神として、航空安全や旅行安全を願う航空関係者や空港利用者の崇敬を集めている。
航空業界の躍進と航空安全輸送の加護を記念する神社＝飛行機が『落ちない』ということから受験生にも人気がある。

## 由緒
1931年（昭和6年）、当時穴守稲荷神社の門前町として発展していた羽田の地に、のちの羽田空港である東京飛行場が開港した。以後、日本・東京の空の表玄関として発展してきたが、航空業界に携る人々の間において、航空に最も縁の深い羽田の地に、航空業界発展の礎となられた御霊をお祀りし、今後の航空業界の躍進と航空安全輸送の加護を祈念したいとの気運があった。
1964年東京オリンピック開催に伴う、羽田空港旧ターミナルビル増改築工事を機縁として、空港全域を見守るに最も相応しいターミナルビル屋上を神域と定め、1963年（昭和38年）7月11日、財団法人日本航空協会（当時）の航空神社より分霊を勧請し、新たに作られた特別展望回廊の屋上に羽田航空神社が創建された。
なお、1955年（昭和30年）の羽田空港旧ターミナルビル建設の際には、第二次世界大戦後の連合国軍による飛行場拡張の為、強制退去となった穴守稲荷神社の分霊が、ターミナルビル建設地が元々の本殿の場所であった事もあって、空港分社として屋上に祀られており、羽田航空神社創建にあわせて隣に遷座された。以降、平成時代に羽田空港の沖合展開がはじまり、同ビルが撤去され、遷座されるまでの30年間、羽田空港の安全と繁栄を見守る2社が鎮座しており、管理していた日本空港ビルデング社員が分け隔てなく掃除や献花を行い、賽銭の額もほぼ同じくらいだったという。また、おみくじの自動販売機が設けられ、展望デッキの金網におみくじを結ぶ光景も見られた。
両社は共に空港の守り神として崇敬を集め、1967年（昭和42年）年以降、毎年1月1日（のちに1月4日の仕事始め）には、両社を毎年交替で当番社とし、その年の安全祈願祭が執行されていた。尚、現在でも穴守稲荷神社の神職によって、羽田空港安全祈願祭として毎年1月4日に第1ターミナルのギャラクシーホールにて続けられている。両社には奉賛団体もあり、日本空港ビルデング・日本航空・全日本空輸・東亜国内航空・日本アジア航空・日本空港技術サービス・東京エアターミナルホテル・羽田会・全日空モーターサービス・東京空港サービス・国際空港事業・日本航空サービス・日本空港リムジン交通・日本空港自動車交通・日本空港商事・日本通運東京空港支店・日立運輸東京モノレール・東京国際空港燃料運営協議会・航空振興財団・航空公害防止協会・東京空港交通・国際空港上屋・東亜エフサービス・空港グランドサービス・空港歯科医院・空港診療所・京浜急行電鉄の空港関連企業主要27社(事業所)で構成され、空港と航空輸送に関係するさまざまな業界分野からの参加がみられた。

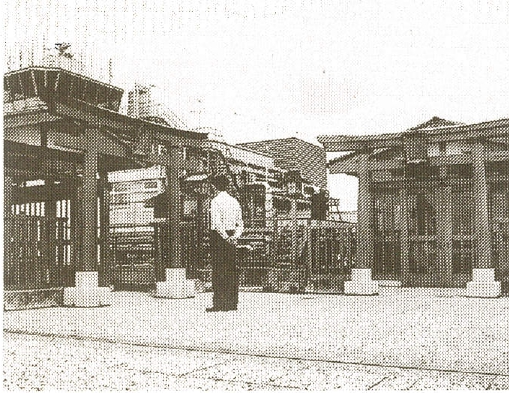
旧ターミナルビル屋上にあった頃の羽田航空神社（右）と穴守稲荷神社の空港分社（左）

1993年（平成5年）、新国内線ターミナルビル（現・第1旅客ターミナルビル）の供用開始に伴い、羽田航空神社は新ターミナルビル内に遷座（同年10月29日）し、穴守稲荷神社空港分社は本社に合祀（同年11月15日）されることとなった。当初は、羽田航空神社に関しては神殿ではなく簡素化して神棚祭祀とし、穴守稲荷空港分社は旧ターミナルビル解体ののち、ビル跡地に再建する予定であった。航空関係者からは隣り合って祀られてきた2社を別々にする事に対して、「ずっと一緒に置いてほしかった。万一事故でも起きたら、と心配」などといった心配や反対する声もあったという。また、羽田航空神社の神棚祭祀化は運輸省東京空港事務所等の反対により、規模を縮小するが今まで通り神殿で祀る形に落ち着いた。さらに東京空港事務所等は「空の守り神をそう粗略には扱えない」「人が上の階を歩き回るようなビルの中に航空安全の神様を祭るのはいかがなものか」と新ターミナルビルでも屋上に祀る事を要望していたが、こちらは実現しなかった。
毎年5月20日には例祭、正月には新年祭が、前述の穴守稲荷神社の神職によって執り行われ、東京国際空港長や関係官庁、各航空会社、テナント各社、空港管理・運用会社等、多くの空港関係者が参列する。
名称が似ている大田区本羽田鎮座の羽田神社と混同される事例があるが、由緒や祭神等一切関係が無い。